# Conrad Dubai
Le Conrad Hotel Dubai est un gratte-ciel de 51 étages construit en 2013 à Dubaï le long de la Sheikh Zayed Road. La hauteur de la tour est de 251 mètres. Elle abrite des bureaux et un hôtel.